# Kallocain (livro)
Kalocaína (em sueco:  Kallocain) é um romance distópico escrito pela autora sueca Karin Boye, publicado em 1940.
Descreve um mundo em um futuro desumanizado sob um estado totalitário e repressivo, o Estado Mundial (em sueco:  Världsstaten). O narrador e personagem principal do romance é o químico Leo Kall, que cria uma droga, um soro da verdade, que iria garantir a absoluta insubordinação dos cidadãos ao estado. Neste sentido, a obra é similar a Admirável Mundo Novo, de Aldous Huxley, onde o uso de uma droga de efeitos similares é usada. Entretanto, enquanto que a droga de Admirável Mundo Novo suprime a intenção de pensamentos indesejados ao estado, a kalocaína é usada em indivíduos e possíveis pensamentos rebeldes.
A obra foi traduzida para a língua portuguesa no Brasil por Janer Cristaldo, e publicada em 1974. Em Portugal o tradutor foi João Reis, com a primeira edição publicada em 2016.

## História
A trama centra-se em Leo Kall, escrito sob a forma de um diário ou um livro de memórias. Kall vive com sua esposa Linda Kall em uma cidade(célula) destinada à indústria química. Leo é um cientista, que inicialmente é muito leal ao governo e desenvolve uma espécie de soro da verdade, a Kalocaína. Ela tem o efeito de que qualquer um que a tomar revelará qualquer coisa, mesmo coisas das quais eles não estavam conscientes.
Os temas principais incluem a noção do indivíduo em um estado totalitário, o significado da vida , e o poder do amor. Além do trabalho no laboratório e testes de Leo Kall, grande parte do romance ocorre na casa de Leo e Linda.

### Enredo
Kalocaína é uma representação de uma sociedade onde o indivíduo é apenas uma engrenagem, importante sem dúvida, mas fácil de substituir, se há algo "errado" com ele. A comunidade é caracterizada por lavagem cerebral, propaganda e vigilância - em todos os lugares existem ouvidos policiais eletrônicos e cada casa tem uma empregada, cuja tarefa é também de informar a polícia sobre qualquer comportamento anormal. Além disso, qualquer pessoa pode delatar outros cidadãos para o governo, se o comportamento for considerado suspeito. As crianças são enviadas para campos de educação especial, a partir dos sete anos de idade, e são doutrinados para se tornarem companheiros leais ao Estado Mundial e lhes é ensinado que soldados leais têm o dever apontar outros indivíduos que não são suficientemente qualificados para o grupo. Com isso,as pessoas não só encontram-se sob controle governamental, mas além disso, apreciam o aumento do aparato de vigilância sob o pretexto estatal de isso aumentaria a segurança da sociedade de maneira geral.
O Estado Mundial - o país retratado no livro - por causa da ameaça de guerra contra o Estado Universal (similar ao Estado Mundial), é forçado a levar as pessoas para o subterrâneo. Lá eles vivem em diversas "células", e a construção se estende para baixo como uma proteção contra o perigo iminente. Para evitar a espionagem, não é permitido que os cidadãos das diferentes células visitem um ao outro, e inclusive as famílias acabam sofrendo com essa proibição.
O controle estatal chega ao ápice quando o químico Leo Kall inventa uma droga, que é batizada em referência a seu inventor, de Kalocaína. Este soro leva as pessoas a revelar seus pensamentos mais íntimos, e se destina a ser utilizado para descobrir pensamentos subversivos. Com uma simples dose, sem o uso de tortura, todo indivíduo que possua ideias associais confessa sem reservas sua culpa. E Leo Kall, que acredita no Estado Mundial e em seus princípios, tem consciência da importância de sua descoberta. Inicialmente ele se recusa a parar de acreditar que a sua Kalocaína é capaz de ajudar as pessoas a criar um mundo novo e melhor.

## Outras informações

### Personagens
- Leo Kall - protagonista do romance, um químico que trabalha para o governo totalitário do Estado Mundial.
- Linda Kall - esposa de Leo.
- Chefe de Polícia - personagem com o qual Leo Kall faz a defesa da filosofia do Estado Mundial.

### Estrutura espaço-temporal do livro
Em Kalocaína, a sociedade está indefinida no espaço e no tempo. Pode-se intuir que se passa no século XX - porque o metrô e o avião já existem e os personagens citam uma Grande Guerra - mas a autora não a situa geograficamente. Há o Estado Mundial e as cidades não possuem nome, apenas são, por exemplo, as Cidades Químicas, as Cidades dos Calçados, as Cidades Têxteis, cada uma atendendo por um número.
O mundo teria sido dividido depois da Grande Guerra, além do Estado Mundial há os seres do outro lado da fronteira, do Estado vizinho, com o qual o Estado Mundial vive permanentemente em guerra.

### Estrutura social no livro
A sociedade não possui classes, os habitantes são cidadãos e soldados simultaneamente, a cada indivíduo é oferecido pelo Estado, seja recruta ou general, apartamentos padrões (com um quarto para solteiros e dois para famílias) e uma alimentação padrão distribuída pelas cozinhas centrais de cada prédio. No que diz respeito a vestimentas, o cidadão-soldado dispõe de três uniformes: um para o trabalho, outro para o serviço policial-militar e um terceiro para o tempo de lazer. Pobres não existem, nem ricos, conseqüentemente. Olhos e ouvidos eletrônicos da polícia vigiam o interior de cada apartamento, inclusive à noite, através de raios infravermelhos, aqui antecipando o olho do Grande Irmão, da obra de George Orwell, 1984.
As empregadas domésticas são trocadas semanalmente e têm a obrigação de enviar à polícia, após a prestação de serviços, um relatório sobre a família para qual trabalhou. As visitas são feitas apenas após pedidos encaminhados aos porteiros dos edifícios, que por sua vez os encaminham à polícia. Sendo permitida a visita, o porteiro controlará a identidade e o horário de entrada e saída do visitante.

### O mundo do livro
O mundo é dividido em apenas dois grandes países, inimigos.
O Estado Mundial e o Estado vizinho.

## Traduções e adaptações
Kalocaína foi traduzido em mais de dez idiomas. Em 1981, Hans Abramson dirigiu uma adaptação em formato de minissérie para televisão.